# L'immensità (film)
L'immensità è un film del 2022 diretto da Emanuele Crialese.
Il film è stato candidato al Leone d'oro al miglior film, mentre Penélope Cruz è stata candidata alla Coppa Volpi per la migliore interpretazione femminile alla 79ª Mostra internazionale d'arte cinematografica di Venezia e al David di Donatello alla miglior attrice protagonista.

## Trama
Nella Roma degli anni '70 la coppia formata dalla spagnola Clara e dal siciliano Felice Borghetti si trasferisce in un nuovo appartamento in periferia insieme ai tre figli. Il matrimonio tra i due è in crisi e Clara si dedica interamente ai figli per compensare, anche se il rapporto con la figlia maggiore diventa presto teso. La dodicenne infatti non solo avverte le tensioni nel matrimonio dei genitori, ma comincia a mettere in dubbio la sua identità di genere, facendosi chiamare Andrea e presentandosi agli altri con il genere maschile.

## Promozione
Il primo trailer è stato pubblicato il 29 agosto 2022.

## Distribuzione
La prima del film si è svolta il 5 settembre 2022, in occasione della 79ª Mostra internazionale d'arte cinematografica di Venezia, dove la pellicola era candidata al Leone d'oro per il miglior film e al Queer Lion. Nelle sale cinematografiche italiane il film è uscito il 15 settembre dello stesso anno.

## Riconoscimenti
- 2022 - Mostra internazionale d'arte cinematografica di Venezia
  - Candidatura al Leone d'oro al miglior film
  - Candidatura al Queer Lion
- 2023 - David di Donatello
  - Candidatura alla Miglior attrice protagonista a Penélope Cruz
  - Candidatura alla Miglior sceneggiatura originale a Emanuele Crialese, Francesca Manieri e Vittorio Moroni
  - Candidatura alla Miglior acconciatura a Daniela Tartari